# Cry Tuff Dub Encounter Chapter 3
A Cry Tuff Dub Encounter Chapter 3 egy 1980-ban megjelent reggae-album Prince Far I-tól.

## Számok
1. "Plant Up"
2. "Back Weh"
3. "The Conquest"
4. "Final Chapter"
5. "Shake the Nation"
6. "Homeward Bound"
7. "Low Gravity"
8. "Mansion of Invention"